# Spelartrupper under världsmästerskapet i volleyboll för damer 2022
Denna artikeln visar spelartrupperna för de deltagande lagen vid världsmästerskapet i volleyboll för damer 2022, som hölls i Nederländerna och Polen från 23 september till 15 oktober 2022.

## Argentina[1]
| Num. | Namn                               | Position |
| ---- | ---------------------------------- | -------- |
| 2    | Sabrina Soledad Germanier          | P        |
| 3    | Paula Yamila Nizetich              | VS       |
| 4    | Daniela Bulaich Simian             | VS       |
| 5    | Candela Salinas                    | VS       |
| 6    | Lucia Verdier                      | VS       |
| 7    | Erika Mercado                      | HS       |
| 9    | Bianca Cugno                       | HS       |
| 10   | Emilce Sosa                        | C        |
| 12   | Tatiana Soledad Rizzo              | L        |
| 13   | Bianca Farriol                     | C        |
| 14   | Victoria Mayer                     | P        |
| 17   | Candelaria Lucia Herrera Rodriguez | C        |
| 19   | Brenda Graff                       | C        |
| 20   | Maria Agostina Pelozo              | L        |

Förbundskapten:Hernan Josue Ferraro

## Belgien[2]
| Num. | Namn               | Position |
| ---- | ------------------ | -------- |
| 2    | Elise van Sas      | P        |
| 3    | Britt Herbots      | VS       |
| 4    | Nathalie Lemmens   | C        |
| 5    | Jodie Guilliams    | VS       |
| 7    | Celine van Gestel  | VS       |
| 9    | Nel Demeyer        | L        |
| 10   | Pauline Martin     | HS       |
| 12   | Charlotte Krenicky | P        |
| 13   | Marlies Janssens   | C        |
| 15   | Jutta van de Vyver | P        |
| 18   | Britt Rampelberg   | L        |
| 19   | Silke van Avermaet | C        |
| 21   | Manon Stragier     | VS       |
| 22   | Anna Koulberg      | C        |

Förbundskapten:Gert Vande Broek

## Brasilien[3]
| Num. | Namn                  | Position |
| ---- | --------------------- | -------- |
| 2    | Carol Gattaz          | C        |
| 3    | Julia Kudiess         | C        |
| 4    | Ana Carolina da Silva | C        |
| 5    | Priscila Daroit       | VS       |
| 6    | Nyeme Costa           | L        |
| 7    | Rosamaria Montibeller | VS       |
| 8    | Mácris Carneiro       | P        |
| 9    | Roberta Ratzke        | P        |
| 10   | Gabriela Guimarães    | VS       |
| 14   | Natália Araujo        | L        |
| 15   | Lorena Giovana Viezel | C        |
| 16   | Kisy Nascimento       | HS       |
| 19   | Tainara Santos        | VS       |
| 24   | Lorenne Teixeira      | HS       |

Förbundskapten:José Roberto Guimaraes

## Bulgarien[4]
| Num. | Namn                | Position |
| ---- | ------------------- | -------- |
| 1    | Gergana Dimitrova   | VS       |
| 2    | Nasia Dimitrova     | C        |
| 4    | Elena Becheva       | L        |
| 5    | Maria Jordanova     | VS       |
| 6    | Miroslava Paskova   | VS       |
| 7    | Lora Kitipova       | P        |
| 8    | Petja Barakova      | P        |
| 9    | Borislava Saykova   | C        |
| 10   | Mira Todorova       | C        |
| 13   | Mila Pashkuleva     | L        |
| 16   | Elitsa Vasileva     | VS       |
| 17   | Radostina Marinova  | HS       |
| 18   | Silvana Tjausjeva   | HS       |
| 28   | Mariya Krivoshiyska | C        |

Förbundskapten:Lorenzo Micelli

## Colombia[5]
| Num. | Namn               | Position |
| ---- | ------------------ | -------- |
| 1    | Darlevis Mosquera  | C        |
| 2    | Yeisy Soto         | C        |
| 3    | Dayana Segovia     | HS       |
| 5    | Ana Karina Olaya   | VS       |
| 6    | Valerin Carabali   | C        |
| 7    | Madelaynne Montaño | HS       |
| 9    | Laura Pascua       | VS       |
| 10   | Juliana Toro       | L        |
| 13   | Camila Gómez       | L        |
| 14   | Angie Velásquez    | P        |
| 15   | María Marín        | P        |
| 16   | Melissa Rangel     | C        |
| 19   | María Martínez     | VS       |
| 20   | Amanda Coneo       | VS       |

Förbundskapten: Antonio Rizola Neto

## Dominikanska republiken[6]
| Num. | Namn                | Position |
| ---- | ------------------- | -------- |
| 2    | Yaneirys Rodríguez  | VS       |
| 5    | Brenda Castillo     | L        |
| 6    | Camil Domínguez     | P        |
| 7    | Niverka Marte       | P        |
| 8    | Cándida Arias       | C        |
| 9    | Angélica Hinojosa   | C        |
| 15   | Madeline Guillén    | VS       |
| 16   | Yonkaira Peña       | VS       |
| 18   | Bethania de la Cruz | VS       |
| 20   | Brayelin Martínez   | VS       |
| 21   | Jineiry Martínez    | C        |
| 23   | Gaila González      | HS       |
| 24   | Geraldine González  | C        |
| 25   | Larysmer Martínez   | L        |

Förbundskapten: Marcos Roberto Kwiek

## Italien[7]
| Num. | Namn                 | ition |
| ---- | -------------------- | ----- |
| 1    | Marina Lubian        | C     |
| 3    | Alessia Gennari      | VS    |
| 4    | Sara Bonifacio       | C     |
| 5    | Ofelia Malinov       | P     |
| 6    | Monica de Gennaro    | L     |
| 7    | Eleonora Fersino     | L     |
| 8    | Alessia Orro         | P     |
| 9    | Caterina Bosetti     | VS    |
| 10   | Cristina Chirichella | C     |
| 11   | Anna Danesi          | C     |
| 14   | Elena Pietrini       | VS    |
| 15   | Sylvia Nwakalor      | HS    |
| 17   | Miriam Sylla         | VS    |
| 18   | Paola Egonu          | HS    |

Förbundskapten:Davide Mazzanti

## Japan[8]
| Num. | Namn             | ition |
| ---- | ---------------- | ----- |
| 2    | Mami Uchiseto    | L     |
| 3    | Sarina Koga      | VS    |
| 4    | Mayu Ishikawa    | VS    |
| 5    | Haruyo Shimamura | C     |
| 10   | Arisa Inoue      | VS    |
| 12   | Aki Momii        | P     |
| 15   | Kotona Hayashi   | VS    |
| 19   | Nichika Yamada   | C     |
| 22   | Satomi Fukudome  | L     |
| 23   | Mami Yokota      | C     |
| 26   | Airi Miyabe      | VS    |
| 30   | Nanami Seki      | P     |
| 37   | Ameze Miyabe     | VS    |
| 38   | Yoshino Sato     | VS    |

Förbundskapten: Masayoshi Manabe

## Kamerun[9]
| Num. | Namn                           | Position |
| ---- | ------------------------------ | -------- |
| 1    | Baran Sourea                   | C        |
| 2    | Bediang Mpon Rodrigue          | VS       |
| 3    | Magalie Elvire Mbengono Mengue | C        |
| 5    | Paule Arielle Olomo            | C        |
| 7    | Reine Ngameni Mbopda Davina    | L        |
| 8    | Emmanuella Grâce Bikatal       | P        |
| 9    | Brandy Ngatcheu                | VS       |
| 10   | Simone Bikatal                 | HS       |
| 12   | Carine Blamdai                 | C        |
| 13   | Michelle Wete Sissako          | VS       |
| 14   | Yolande Amana Guigolo          | P        |
| 15   | Emelda Piata Zessi             | C        |
| 16   | Estelle Adiana                 | HS       |
| 18   | Therese Abouem                 | L        |

Förbundskapten:Jean Rene Bekono Akono

## Kanada[10]
| Num. | Namn                | Position |
| ---- | ------------------- | -------- |
| 3    | Kiera van Ryk       | VS       |
| 4    | Vicky Savard        | VS       |
| 5    | Julia Murmann       | L        |
| 6    | Jazmine White       | C        |
| 8    | Alicia Ogoms        | C        |
| 9    | Alexa Gray          | VS       |
| 11   | Andrea Mitrovic     | VS       |
| 12   | Jennifer Cross      | C        |
| 13   | Brie King           | P        |
| 14   | Hilary Howe         | VS       |
| 16   | Caroline Livingston | VS       |
| 18   | Kim Robitaille      | P        |
| 19   | Emily Maglio        | C        |
| 20   | Arielle Palermo     | L        |

Förbundskapten:Shannon Winzer

## Kazakstan[11]
| Num. | Namn                   | Position |
| ---- | ---------------------- | -------- |
| 3    | Jana Petrenko          | C        |
| 4    | Jekaterina Mikhailova  | VS       |
| 9    | Valeriya Chumak        | C        |
| 11   | Yelizaveta Meister     | P        |
| 12   | Sabira Bekisheva       | L        |
| 15   | Madina Beket           | L        |
| 16   | Tatyana Nikitina       | HS       |
| 17   | Margarita Belchenko    | VS       |
| 19   | Anastassiya Kolomoyets | C        |
| 21   | Tomiris Sagimbayeva    | VS       |
| 25   | Nailya Nigmatulina     | P        |
| 27   | Natalya Smirnova       | C        |
| 29   | Kristina Belova        | HS       |
| 99   | Dinara Kozhanberdina   | P        |

## Kenya
| Num. | Namn                     | Position |
| ---- | ------------------------ | -------- |
| 1    | Veronica Kilabat         | P        |
| 2    | Veronica Adhiambo Oluoch | VS       |
| 3    | Violet Makuto            | HS       |
| 5    | Sharon Chepchumba        | HS       |
| 6    | Belinda Barasa           | C        |
| 7    | Emmaculate Nekesa        | P        |
| 10   | Noel Murambi             | VS       |
| 12   | Gladys Ekaru             | C        |
| 13   | Yvonne Wavinya Kiitha    | L        |
| 14   | Mercy Moim               | VS       |
| 15   | Lorine Chebet Kaei       | C        |
| 16   | Agripina Khayesi Kundu   | L        |
| 19   | Edith Mukuvilani         | C        |
| 20   | Meldinah Nemali Sande    | VS       |

Förbundskapten: Luizomar de Moura

## Kina[13]
| Num. | Namn          | Position |
| ---- | ------------- | -------- |
| 1    | Yuan Xinyue   | C        |
| 3    | Diao Linyu    | P        |
| 4    | Yang Hanyu    | C        |
| 5    | Gao Yi        | C        |
| 6    | Gong Xiangyu  | HS       |
| 7    | Wang Yuanyuan | C        |
| 8    | Jin Ye        | VS       |
| 10   | Wang Yunlu    | VS       |
| 11   | Wang Yizhu    | VS       |
| 12   | Li Yingying   | VS       |
| 15   | Wang Weiyi    | L        |
| 16   | Ding Xia      | P        |
| 18   | Wang Mengjie  | L        |
| 19   | Chen Peiyan   | HS       |

Förbundskapten: Bin Cai

## Kroatien[14]
| Num. | Namn             | Position |
| ---- | ---------------- | -------- |
| 2    | Mika Grbavica    | HS       |
| 3    | Ema Strunjak     | C        |
| 4    | Božana Butigan   | C        |
| 6    | Klara Perić      | P        |
| 7    | Laura Miloš      | VS       |
| 9    | Lucija Mlinar    | VS       |
| 10   | Dijana Karatović | VS       |
| 11   | Beta Dumančić    | C        |
| 12   | Josipa Marković  | L        |
| 13   | Samanta Fabris   | HS       |
| 14   | Martina Šamadan  | C        |
| 16   | Lea Deak         | P        |
| 19   | Izabela Štimac   | L        |
| 20   | Natalia Tomić    | VS       |

Förbundskapten: Ferhat Akbas

## Nederländerna[15]
| Num. | Namn            | Position |
| ---- | --------------- | -------- |
| 2    | Fleur Savelkoel | VS       |
| 4    | Celeste Plak    | HS       |
| 5    | Jolien Knollema | VS       |
| 7    | Juliet Lohuis   | C        |
| 9    | Myrthe Schoot   | L        |
| 11   | Anne Buijs      | VS       |
| 12   | Britt Bongaerts | P        |
| 14   | Laura Dijkema   | P        |
| 18   | Marrit Jasper   | VS       |
| 19   | Nika Daalderop  | VS       |
| 20   | Tessa Polder    | C        |
| 23   | Eline Timmerman | C        |
| 25   | Florien Reesink | L        |
| 26   | Elles Dambrink  | HS       |

Förbundskapten: Avital Selinger

## Polen[16]
| Num. | Namn                           | Position |
| ---- | ------------------------------ | -------- |
| 1    | Maria Stenzel                  | L        |
| 2    | Anna Obiała                    | C        |
| 3    | Klaudia Alagierska-Szczepaniak | C        |
| 5    | Agnieszka Korneluk             | C        |
| 6    | Kamila Witkowska               | C        |
| 7    | Monika Galkowska               | HS       |
| 8    | Zuzanna Górecka                | VS       |
| 9    | Magdalena Stysiak              | HS       |
| 10   | Monika Fedusio                 | VS       |
| 12   | Aleksandra Szczygłowska        | L        |
| 14   | Joanna Wołosz                  | P        |
| 22   | Weronika Szlagowska            | VS       |
| 26   | Katarzyna Wenerska             | P        |
| 30   | Olivia Różański                | VS       |

Förbundskapten: Stefano Lavarini

## Puerto Rico[17]
| Num. | Namn                 | Position |
| ---- | -------------------- | -------- |
| 2    | Shara Venegas        | L        |
| 4    | Raymariely Santos    | P        |
| 7    | Stephanie Enright    | VS       |
| 8    | Paola Rojas          | C        |
| 9    | Jennifer Nogueras    | P        |
| 10   | Diana Reyes          | C        |
| 11   | Brittany Abercrombie | HS       |
| 12   | Neira Ortiz          | C        |
| 14   | Natalia Valentin     | P        |
| 15   | Genesis Collazo      | HS       |
| 16   | Alba Hernandez       | C        |
| 21   | Marie Victoria Pilar | VS       |
| 22   | Karina Ocasio        | VS       |
| 23   | Nomaris Velez        | L        |

Förbundskapten: Fernando Morales

## Serbien[18]
| Num. | Namn                | Position |
| ---- | ------------------- | -------- |
| 1    | Bianka Buša         | VS       |
| 2    | Katarina Lazović    | VS       |
| 4    | Bojana Drča         | P        |
| 5    | Mina Popović        | C        |
| 8    | Slađana Mirković    | P        |
| 9    | Brankica Mihajlović | VS       |
| 12   | Teodora Pušić       | L        |
| 13   | Ana Bjelica         | HS       |
| 14   | Maja Aleksić        | C        |
| 15   | Jovana Stevanović   | C        |
| 16   | Aleksandra Jegdić   | L        |
| 18   | Tijana Bošković     | HS       |
| 19   | Bojana Milenković   | VS       |
| 22   | Sara Lozo           | HS       |

Förbundskapten: Daniele Santarelli

## Sydkorea[19]
| Num. | Namn             | Position |
| ---- | ---------------- | -------- |
| 1    | Han Sooji        | C        |
| 3    | Yeum Hye Seon    | P        |
| 4    | Han Dahye        | L        |
| 5    | Kim Ha Kyung     | P        |
| 8    | Kim Yeongyeon    | L        |
| 9    | Lee Juah         | C        |
| 11   | Park Hyemin      | VS       |
| 12   | Lee Dahyeon      | C        |
| 13   | Park Jeongah     | VS       |
| 15   | Lee Seonwoo      | VS       |
| 17   | Ha Hyejin        | HS       |
| 18   | Hwang Min-kyoung | VS       |
| 19   | Pyo Seungju      | VS       |
| 20   | Yoo Seo Yeun     | VS       |

Förbundskapten: Cesar Hernandez Gonzalez

## Thailand[20]
| Num. | Namn                   | Position |
| ---- | ---------------------- | -------- |
| 2    | Piyanut Pannoy         | L        |
| 3    | Pornpun Guedpard       | P        |
| 5    | Thatdao Nuekjang       | C        |
| 9    | Nattaporn Sanitklang   | L        |
| 11   | Khatthalee Pinsuwan    | VS       |
| 12   | Hattaya Bamrungsuk     | C        |
| 13   | Natthanicha Jaisaen    | P        |
| 14   | Thanacha Sooksod       | HS       |
| 16   | Pimpichaya Kokram      | HS       |
| 17   | Sasipapron Janthawisut | VS       |
| 18   | Ajcharaporn Kongyot    | VS       |
| 19   | Chatchu-On Moksri      | VS       |
| 22   | Watchareeya Nuanjam    | C        |
| 24   | Tichakorn Boonlert     | C        |

Förbundskapten: Danai Sriwacharamaytakul

## Tjeckien[21]
| Num. | Namn               | Position |
| ---- | ------------------ | -------- |
| 1    | Andrea Kossányiová | VS       |
| 2    | Eva Hodanová       | HS       |
| 4    | Gabriela Orvošová  | U        |
| 8    | Ela Koulisiani     | C        |
| 9    | Daniela Digrinová  | L        |
| 10   | Kateřina Valková   | P        |
| 11   | Veronika Dostálová | L        |
| 13   | Denisa Pavlíková   | VS       |
| 16   | Michaela Mlejnková | VS       |
| 17   | Klára Faltínová    | VS       |
| 18   | Pavlína Šimáňová   | C        |
| 19   | Petra Kojdová      | VS       |
| 23   | Simona Bajusz      | P        |
| 26   | Lucie Blažková     | C        |

Förbundskapten: Ioannis Athanasopoulosa

## Turkiet[22]
| Num. | Namn              | Position |
| ---- | ----------------- | -------- |
| 2    | Simge Aköz        | L        |
| 3    | Cansu Özbay       | P        |
| 6    | Saliha Sahin      | VS       |
| 7    | Hande Baladın     | VS       |
| 9    | Meliha İsmailoğlu | VS       |
| 12   | Elif Şahin        | P        |
| 13   | Meryem Boz        | HS       |
| 14   | Eda Erdem         | C        |
| 15   | Ayçin Akyol       | C        |
| 17   | Derya Cebecioglu  | VS       |
| 18   | Zehra Güneş       | C        |
| 20   | Aylin Acar        | L        |
| 22   | İlkin Aydın       | VS       |
| 99   | Ebrar Karakurt    | HS       |

Förbundskapten: Giovanni Guidetti

## Tyskland[23]
| Num. | Namn              | Position |
| ---- | ----------------- | -------- |
| 2    | Pia Kästner       | P        |
| 4    | Anna Pogany       | L        |
| 5    | Corina Glaab      | P        |
| 6    | Jennifer Janiska  | VS       |
| 8    | Kimberly Drewniok | HS       |
| 9    | Lina Alsmeier     | VS       |
| 10   | Lena Stigrot      | VS       |
| 12   | Hanna Orthmann    | VS       |
| 13   | Saskia Hippe      | HS       |
| 14   | Marie Schölzel    | C        |
| 15   | Elisa Lohmann     | L        |
| 17   | Laura Emonts      | VS       |
| 21   | Camilla Weitzel   | C        |
| 22   | Monique Strubbe   | C        |

Förbundskapten: Vital Heynen

## USA[24]
| Num. | Namn                 | Position |
| ---- | -------------------- | -------- |
| 2    | Jordyn Poulter       | P        |
| 4    | Justine Wong-Orantes | L        |
| 5    | Morgan Hentz         | L        |
| 7    | Lauren Carlini       | P        |
| 8    | Hannah Tapp          | C        |
| 11   | Andrea Drews         | HS       |
| 13   | Sarah Wilhite        | VS       |
| 15   | Haleigh Washington   | C        |
| 18   | Kara Bajema          | VS       |
| 20   | Danielle Cuttino     | HS       |
| 23   | Kelsey Robinson      | VS       |
| 24   | Chiaka Ogbogu        | C        |
| 30   | Alexandra Frantti    | VS       |
| 31   | Anna Stevenson       | C        |

Förbundskapten: Karch Kiraly